# Erica Zentner
Erica Zentner (* 5. Dezember 1925 in Regina/Saskatchewan) ist eine kanadische Geigerin und Musikpädagogin.

## Leben
Zentner studierte Violine bei John Thornicroft in ihrer Heimatstadt und dann bis 1950 am Royal Conservatory of Music in Toronto bei Kathleen Parlow. Danach gehörte sie dem Streichquartett Enchanted Strings an zusammen mit Lilian Nickoloff, Elsie Dunlop und Lois Thomas, alles Absolventen der Royal Conservatory of Music. Von 1958 bis 1972 spielte sie im Toronto Symphony Orchestra und dem CBC Symphony Orchestra sowie verschiedenen Studioorchestern. Außerdem gehörte sie dem Palace Pier Orchestra ihres Ehemannes Jimmy Davidson an. Ab 1980 unterrichtete sie am Royal Conservatory of Music. Ihre Tochter ist die Harfenistin Sarah Davidson.